# Mustafa Abduldschemil Dschemiljew

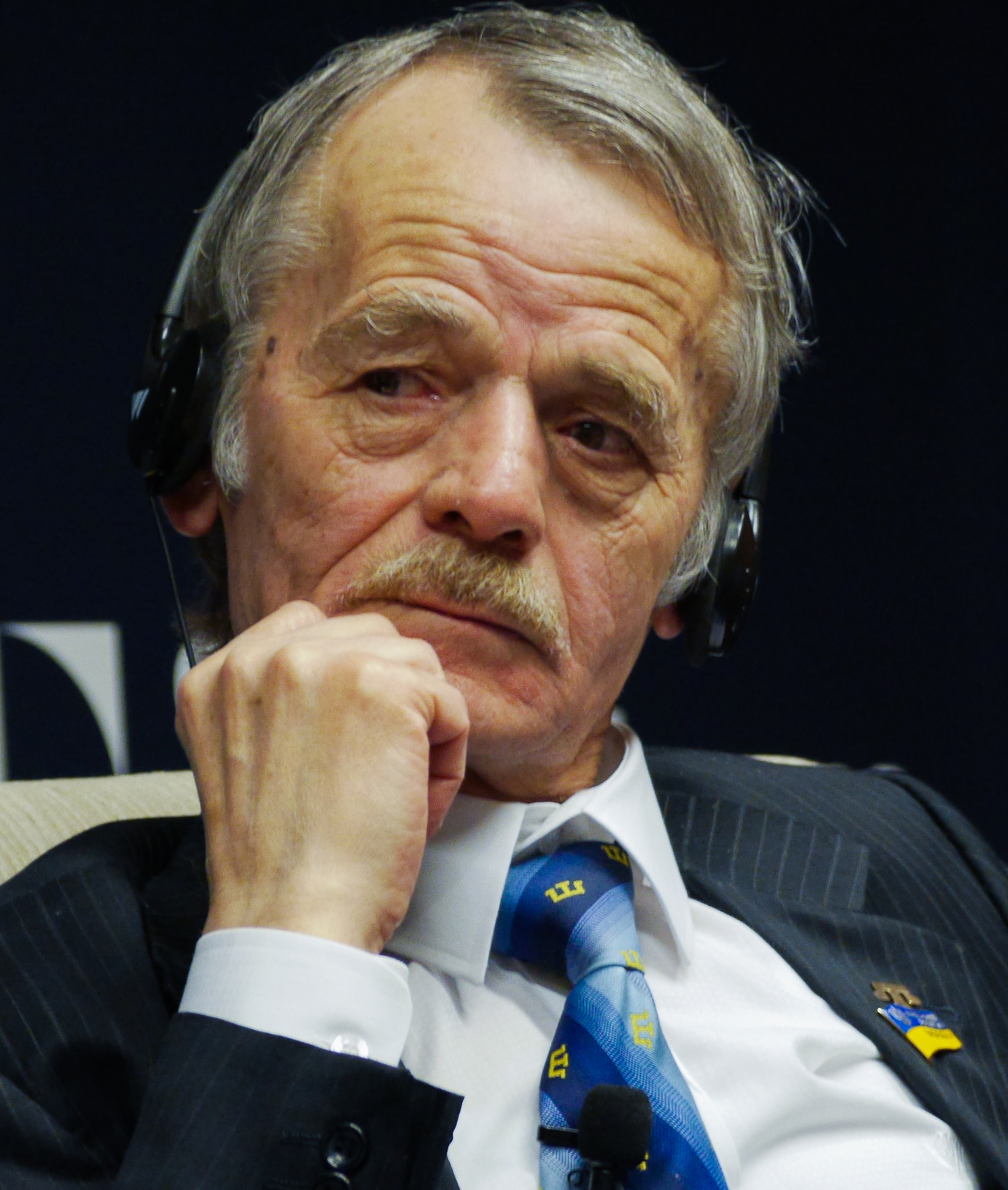
Mustafa Dschemiljew

Mustafa Abduldschemil Dschemiljew (krimtatarisch Mustafa Abdülcemil oğlu Cemilev (Qırımoğlu); ukrainisch Мустафа Джемілєв; russisch Мустафа Абдулджемиль Джемилев; * 13. November 1943 in Mischritschtschja (krimtatarisch Ay Serez) bei Sudak auf der Krim) ist ein ukrainischer Politiker und seit 1998 prowestlicher Abgeordneter im ukrainischen Parlament. Bei der Parlamentswahl in der Ukraine 2014 am 26. Oktober wurde er über den Listenplatz 5 vom Block Petro Poroschenko erneut in die Werchowna Rada gewählt.
Als Dissident in der Sowjetunion setzte er sich bis zu ihrem Ende 1991 für Menschenrechte und insbesondere die Belange seiner 1944 nach Zentralasien zwangsumgesiedelten Volksgruppe der Krimtataren ein. Seit 1989 ist er Vorsitzender der Nationalen Bewegung der auch durch seine Initiative auf die Krim zurückgekehrten Krimtataren und war 1998 bis 2013 Vorsitzender ihrer Nationalen Versammlung Qırımtatar Milliy Meclisi. Nach der Annexion der Krim 2014 durch Russland wurde Dschemiljew die Einreise auf die Krim für fünf Jahre verweigert.

## Leben
Mustafa Abduldschemil Dschemiljew wurde 1943 in einem Dorf im Südosten der Krim geboren. Nach dem Ende der deutschen Besetzung der Halbinsel trieben sowjetische Truppen im Mai 1944 die gesamte krimtatarische Bevölkerung der Krim (ca. 250.000 Menschen) zusammen und deportierten sie in den Ural, nach Sibirien und Zentralasien; Dschemiljews Familie wurde am 18. Mai 1944 umgesiedelt.
Seine Kindheit verbrachte Dschemiljew in einem Dorf in der Oblast Andischan in Usbekistan, wo die Familie unter Aufsicht stand. Nach Stalins Tod wurden die Lebensbedingungen erleichtert, und 1955 zog die Familie in die Stadt Angren in der Nähe von Taschkent. 1959 schloss Mustafa Dschemiljew in der Stadt Mirzacho‘l die Schulausbildung ab und versuchte, sich an der Universität Taschkent in Orientalistik einzuschreiben, was ihm mit der Begründung verweigert wurde, dass in dieser Fakultät keine Krimtataren aufgenommen würden. Dschemiljew arbeitete daraufhin zwei Jahre lang in einer Fabrik in Mirzacho’l und danach als Dreher in einem Flugzeugwerk in Taschkent, bis er dort wegen seiner politisch subversiven Tätigkeit entlassen wurde. Ab 1962 studierte er am Landwirtschaftsinstitut in Taschkent, Spezialfach Irrigation und Melioration, bis er 1965 aus formalen Gründen exmatrikuliert wurde; vor allem seine in der Universität verbreitete Schrift über die „türkische Kultur auf der Krim im 13. bis 18. Jahrhundert“ wurde vom KGB als nationalistisch und antisowjetisch eingestuft.

### Dissident und Häftling in der Sowjetunion
1961 gründete Dschemiljew die Untergrundorganisation „Union der Krimtataren-Jugend“ mit und wurde einer der aktivsten Dissidenten der Sowjetunion.
Im Mai 1966 wurde er zu 18 Monaten Gefängnis verurteilt, weil er sich weigerte, den Wehrdienst in der Roten Armee zu leisten. Im Gefängnis wurde er der antisowjetischen Propaganda beschuldigt und ging zum ersten Mal in den Hungerstreik. Nach seiner Entlassung aus dem Gefängnis nahm er Kontakt zu anderen Dissidenten in der ganzen Sowjetunion auf. Im Mai 1969 gründete er mit Andrei Sacharow und anderen die „Initiativgruppe zur Verteidigung der Menschenrechte in der Sowjetunion“. Im gleichen Jahr wurde er zusammen mit dem sowjetischen General Pjotr Grigorenko festgenommen und nach Taschkent gebracht. Mustafa Dschemiljew wurde zu drei Jahren Gefängnis verurteilt, Grigorenko landete für fünf Jahre in einer psychiatrischen Anstalt.
Von 1972 bis 1974 lebte er unter ständiger KGB-Beobachtung in Usbekistan, wo er als Ingenieur auf einer Kolchose arbeiten musste. 1974 wurde er erneut festgenommen und zu einem Jahr Zwangsarbeit im Arbeitslager verurteilt, weil er versucht hatte, dem US-Präsidenten Richard Nixon eine Petition für die Belange der Krimtataren zu überreichen. Weil er im Arbeitslager in der Oblast Omsk angeblich anti-sowjetische Propaganda unter den Gefangenen verteilte, wurde er in ein Gefängnis verlegt. Hier trat er in den längsten Hungerstreik aller Sowjetdissidenten – 303 Tage lang. Er überlebte durch Zwangsernährung und wurde in dieser Zeit der westlichen Öffentlichkeit bekannt. Die Behörden nahmen darauf keine Rücksicht und verurteilten ihn in einem Wiederaufnahmeverfahren in Omsk zu zweieinhalb Jahren schwerem Arbeitslager.
Im April 1976 wurde Dschemiljew wieder wegen Widerstandsaktivitäten in ein Arbeitslager geschickt und später nach Taschkent deportiert, wo er ab Dezember 1977 unter KGB-Beobachtung lebte. Anfang 1979 wurde er erneut verhaftet und zu eineinhalb Jahren Gefängnis verurteilt, was später zu vier Jahren Exil in Jakutien umgewandelt wurde. Von dort aus versuchte er sich mit seiner Frau und seinem im Exil geborenen Kind auf der Krim niederzulassen, wurde aber nach drei Tagen Aufenthalt dort nach Yangiyoʻl in der Oblast Taschkent zwangsumgesiedelt, wo er unter anderem als Schlosser arbeitete. Im November 1983 wurde er zum sechsten Mal verhaftet und zu drei Jahren Straflager in der Oblast Magadan verurteilt. Ähnlich wie bei den vorangegangenen Verfahren wurde er beschuldigt, die interne und externe Politik des sowjetischen Staates zu diffamieren und gegen den Staat zu agitieren. Außerdem wurde sein Versuch, seinen Vater auf der Krim zu beerdigen, als Aufruhr gewertet. Erschwerend kam die mit Sacharow und anderen Intellektuellen abgegebene Erklärung zur Verurteilung der Invasion in Afghanistan dazu, die große Öffentlichkeitswirksamkeit erlangte.
Während der politischen Entspannungsperiode der Perestrojka unter Michail Gorbatschow wurde Dschemiljew im Dezember 1986 aus der Haft entlassen. Noch im Exil wurde Dschemilew im April 1987 in die „Zentrale Initiativgruppe der Krimtataren“ gewählt und publizierte deren monatliches Mitteilungsblatt. Zwei Jahre später zog er im Mai 1989 mit seiner Familie nach Bachtschyssaraj, Krim.

### Postsowjetische politische Karriere
Nach seiner Rückkehr auf die Krim führte Dschemiljew die politische Bewegung „Milli Hareket“ an, die sich mit Erfolg dafür einsetzte, dass ca. 280.000 Krimtataren in ihre Heimat zurückkehren konnten. Diese beriefen im Juni 1991 eine Nationalversammlung (Medschlis des Krimtatarischen Volkes) ein, die Dschemilew zu ihrem Vorsitzenden wählte. Er leitete die Versammlung bis Ende 2013. Für seinen Einsatz für die Rückkehr der von Stalin zwangsdeportierten Krimtataren erhielt er den Namen Qırımoğlu ‚Sohn der Krim‘.
Seit 1998 ist Dschemiljew Abgeordneter im ukrainischen Parlament, zuerst für die Partei Narodny Ruch Ukrajiny ‚Volksbewegung der Ukraine‘ und dann als Parteiloser. 2004 unterstützte er als Anführer der Krimtataren die Orange Revolution und ihren prowestlichen Anführer Wiktor Juschtschenko. Er kandidierte bei der Wahl zum ukrainischen Parlament am 26. Oktober 2014 auf dem prominenten Platz 5 der Liste des Präsidenten, des Block Petro Poroschenko.
Dschemiljew erhielt mehrere Ehrendoktorwürden, 1996 von der Selçuk Üniversitesi und 1998 von dem Gebze Yüksek Teknoloji Enstitüsü. Er wurde im Oktober 1998 mit dem Nansen-Flüchtlingspreis der Vereinten Nationen ausgezeichnet. Damit wurden sein friedlicher Einsatz für die Rechte der Krimtataren gewürdigt. 2005 erhielt er gemeinsam mit dem Menschenrechtler Sergei Kowaljow den Victor-Gollancz-Preis der Gesellschaft für bedrohte Völker. Er ist mehrfach für den Friedensnobelpreis nominiert worden.
Über Dschemiljews persönliches Schicksal und das seiner Ethnie wurde 2013 im türkischen Fernsehen eine neunteilige Dokumentation ausgestrahlt (Türkisch: KIRIMOĞLU, Bir Halkın Mücadelesi, Englisch: Son of Crimea: Struggle of a People).

### Annexion der Krim durch Russland
Nach dem politischen Umsturz in der Ukraine infolge des Euromaidan ab Ende 2013 kam es auf der Krim zu separatistischen Bestrebungen, die auf eine Trennung der Halbinsel von der Ukraine und eine Angliederung an die Russische Föderation abzielten. Dschemiljew kämpfte für einen Verbleib der Krim und seiner Volksgruppe in der Ukraine. So reiste er am 14. März 2014 nach Brüssel, um die NATO dazu aufzufordern, auf der Krim militärisch einzugreifen. Unter seiner Führung boykottierten die Krimtataren das Referendum über den Status der Krim vom 16. März 2014. Dschemiljew hielt sich währenddessen in der Türkei auf und bekräftigte seine Ablehnung nach der Bekanntgabe der Ergebnisse bei einer gemeinsamen Pressekonferenz mit dem türkischen Außenminister Ahmet Davutoğlu. Daraufhin wurde Dschemiljew am 19. April von der neuen, russischen Führung die Wiedereinreise auf die Krim für fünf Jahre verboten. Am 3. Mai 2014 erzwang eine große Menge Tataren gegen den Widerstand der russischen Sicherheitskräfte ein Treffen an der Grenze bei Armjansk.
Am 15. April 2014 erhielt Dschemiljew vom türkischen Staatspräsidenten Abdullah Gül die höchste Auszeichnung des Landes, den Großen Türkischen Verdienstorden (Türkiye Cumhuriyeti Devlet Nişanı).
Am 3. Juni 2014 wurde Mustafa Dschemiljew mit dem erstmals verliehenen polnischen Solidarność-Preis ausgezeichnet, der mit einer Million Euro dotiert ist. Von der Summe erhält der Preisträger 250.000 Euro. 700.000 Euro sind für vom Preisträger gewählte Hilfsprogramme und 50.000 Euro für eine Studienreise des Preisträgers durch Polen bestimmt. Bei der Preisverleihung durch den polnischen Präsidenten Bronisław Komorowski waren auch der polnische Außenminister Radosław Sikorski, sein amerikanischer Amtskollege John Kerry, der designierte ukrainische Präsident Petro Poroschenko sowie der türkische Vize-Ministerpräsident Bülent Arınç anwesend.
Dschemiljew ist als Leiter der geplanten Behörde für Krimangelegenheiten der Ukraine im Gespräch.

### Familie
Dschemiljew ist verheiratet und Vater von drei Kindern; die Familie lebte bis zur Annexion der Krim durch Russland 2014 in Bachtschyssaraj. Heute lebt Mustafa Dschemiljew getrennt von seiner Familie in Kiew. Sein Sohn Khaiser, 2013 von den ukrainischen Behörden festgenommen, befindet sich in Russland wegen Mordverdachts in Untersuchungshaft, obwohl der Europäische Gerichtshof für Menschenrechte die Freilassung angeordnet hat. Seine Schwester Vasfir Khairova war ebenfalls Dissidentin in der Sowjetunion und ist mit dem politischen Aktivisten Izzet Khairov verheiratet.